# علی شریفی زارچی
علی شریفی زارچی استادیار بیوانفورماتیک ریاضی دانشکده مهندسی کامپیوتر دانشگاه صنعتی شریف و رئیس کمیته علمی المپیاد جهانی کامپیوتر و المپیاد جهانی هوش مصنوعی است. وی در شهریور ۱۴۰۲ از هیئت علمی دانشگاه صنعتی شریف اخراج گردید و از ابتدای سال تحصیلی بعد، با روی کار آمدن دولت جدید و دستور رئیس جمهور در بازنگری دانشجویان و استادان اخراج شده، به دانشگاه بازگشت.
شریفی زارچی در المپیاد جهانی کامپیوتر سال ۲۰۰۰ عضو تیم ملی دانش آموزی ایران بود و موفق به دریافت مدال طلا شد. شریفی دانش‌آموخته کارشناسی و کارشناسی ارشد مهندسی کامپیوتر از دانشگاه صنعتی شریف و دکتری بیوانفورماتیک از دانشگاه تهران است و همچنین دوره‌های پژوهشی و پسادکتری را در ماکس پلانک آلمان و دانشگاه دولتی آمریکا پشت سر گذاشته است. او از سال ۱۳۹۰ به عنوان پژوهشگر بیوانفورماتیک در پژوهشگاه رویان و همچنین از سال ۱۳۹۵ به عنوان عضو هیئت علمی دانشکدهٔ مهندسی کامپیوتر دانشگاه صنعتی شریف بود. او در دوران ریاست جمهوری روحانی در ایران با سمت رئیس مرکز مدیریت آمار و فناوری اطلاعات وزارت بهداشت مشغول به فعالیت بود.

## اخراج از دانشگاه
علی شریفی زارچی در جریان اعتراضات ۱۴۰۱ استادان دانشگاه ایران یکی از منتقدان سیاست‌های حاکم بر ایران و تداوم فشارهای امنیتی بر دانشجویان و دانشگاه‌ها بود که به وزارت اطلاعات فراخوانده شد و منجر به اخراج وی در شهریور ۱۴۰۲ گردید.

## پیوند بیرونی
- علی شریفی زارچی در سامانه علم سنجی اعضای هیئت علمی دانشگاه شریف
- علی شریفی زارچی در توییتر